# Vyatscheslav Dryagin
Vjatscheslav Drjagin (en russe : Вячесла́в Емелья́нович Дря́гин), né le 20 septembre 1940 et mort le 22 février 2002, est un spécialiste soviétique du combiné nordique.

## Résultats

### Jeux olympiques
| Épreuve / Édition | Innsbruck 1964 | Grenoble 1968 | Sapporo 1972 |
| ----------------- | -------------- | ------------- | ------------ |
| Individuel        | 7e             | 8e            | 29e          |

### Championnats du monde
| Épreuve / Édition | Vysoke Tatry 1970 |
| ----------------- | ----------------- |
| Individuel        | Bronze            |

### Universiade
| Épreuve / Édition | Villars-sur-Ollon 1962 | Špindlerův Mlýn 1964 | Sestrières 1966 |
| ----------------- | ---------------------- | -------------------- | --------------- |
| Individuel        | Or                     | Or                   | Argent          |